# Ana María Vázquez Hoys
Ana María Vázquez Hoys (8 de octubre de 1945) es una profesora de Historia Antigua y escritora. Ana María colabora en programas de contenido educativo difundidos por radio y televisión y da discursos en conferencias de Historia Antigua. Estudió en la Universidad Complutense de Madrid (UCM) antes de convertirse en Profesora Titular de la Universidad Nacional de Educación a Distancia (UNED) en Madrid, España.

## Asociaciones a las que pertenece
- Miembro de la 'Asociación Española de Amigos de la Arqueología'.
- Miembro de la 'Asociación Española de Estudios Clásicos'.
- Miembro de la 'Asociación Internacional de Estudios Romanos'.
- Miembro del 'International Council of Indo-European and Thracian Studies'.
- Miembro del ´Centro de Estudios del Próximo Oriente´
- Miembro del ´Centro de Estudios Fenicios y Púnicos (CEFyP)´.
- Miembro del ´The Oriental Institute of the University of Chicago¨

## Obras académicas
- Antiguo Egipto. Arlanza Ediciones, Madrid 2000, ISBN 84-930737-2-5 (obra completa), ISBN 84-930737-4-1 (volumen 4).
- Diccionario de magia en el mundo antiguo. Ed. Alderabán, Madrid 1997. ISBN 84-88676-16-6.
- Los viejos dioses no han muerto. Ed. Aguilar, Madrid 1996. ISBN 84-03-59516-6.
- Diana en la religiosidad hispanorromana. Tomo I. Las fuentes. Las diferentes diosas. Ed. UNED, Madrid 1995. ISBN 84-362-3327-1.
- Diana en la religiosidad hispanorromana. Tomo II. Roma, Cuenca y Segóbriga. Ed. UNED, Madrid 1996. ISBN 84-362-3718-8. ISBN 84-362-3717-X (obra completa).
- Términos de magia y religión en el mundo antiguo. Ed. UNED, Madrid 1995. ISBN 84-362-3308-5.
- Diccionario del Mundo Antiguo. I. Próximo Oriente, Egipto, Grecia y Roma. Madrid. Ed. Alianza, Madrid 1994. ISBN 84-206-0690-1.
- El mundo griego. De los inicios a la conquista romana. II: Grecia desde el siglo IV. Alejandro Magno. El helenismo. CU 118, Ed. UNED, Madrid 1994. ISBN 84-362-2843-X (tomo II), 84-362-2841-3 (obra completa).
- Diccionario de símbolos y términos mágicos. Ed. UNED, Madrid 1993. ISBN 84-362-2997-5.
- Introducción a la Arqueología III. El II milenio en el Próximo Oriente. Ramón Areces, Madrid 1989. ISBN 84-87191-06-1.
- Introducción a la Hª Antigua I. Próximo Oriente y Egipto. Madrid, Cuadernos de la UNED 018, 2ª ed. 1989. ISBN 84-362-2457-4.
- La religión romana en Hispania. Fuentes epigráficas, arqueológicas y numismáticas. Tesis doctoral. Madrid, 1974 (Servicio de publicaciones de la Universidad Complutense) (2 tomos). Madrid 1982. Colección Tesis Doctorales. Universidad Complutense, Madrid, n.º 114/82.Depósito legal M-18177-1982.
- Historia de Roma I. La República Romana. Madrid, Ed. UNED, 2002.
- Arcana mágica : diccionario de símbolos y términos mágicos. Madrid, Ed. UNED, 2003. ISBN 84-362-4269-6.
- Historia del Mundo Antiguo, vol.I Próximo Oriente, y II ( II: Egipto, fenicios, Israel, Irán). Ed. Sanz y Torres, Madrid 2004, ISBN 84-96094-29-4.
- Historia de las religiones Antiguas: Próximo Oriente.. Tomo I. Editorial Sanz y Torres, Madrid, febrero de 2006. ISBN 84-96094-59-6.
- Historia del mundo antiguo, II : el mundo mediterráneo hasta Augusto : Macedonia, Alejandro Magno, reinos helenísticos, Roma I. Ed. Sanz y Torres, Madrid 2005. ISBN 84-96094-49-9.
- Historia del Mundo Antiguo. Tomo II. Grecia. Ed. Sanz y Torres, 2007. ISBN 978-84-96808-00-3.
- Golondrinas de Tartessos. Aquí escribimos primero. Ed. Almuzara, Córdoba 2008. ISBN 978-84-88586-90-2.
- Año 1325 a. C. El año que murió Tutankhamón. Ed. Laberinto, 2013. ISBN 978-84-84837-17-6.

## En los medios de comunicación
- RNE Espacio en blanco Y los sueños, sueños son La Dra. en Historia Antigua, Ana Mª Vázquez Hoys, nos guía por el misterioso mundo de los sueños
- ONDACERO - La Rosa de los Vientos
- RTVE PLAY - ARQUEOMANÍA ..Ana M. Vázquez Hoys, dispuesta a revolucionar el panorama actual sobre el origen de la escritura en España.
- EUROPA FM Levántate y Cárdenas . Mi lema es CARPE DIEM (vive cada momento).
- RTVE-2 - Aventura del Saber - CANAL UNED  Magia y adivinación en el Mundo Antiguo.
- CLMTV - Programa CERCA DE TÍ - Alaska con su profesora de Historia Ana María Vázquez Hoys.
- MOVISTAR PLUS + #0 - El Running Show: El amor es un invento moderno - Amar.
- UPV Campus Alcoy - Conferencia Ana María Vázquez Hoys: La historia empieza en Summer.
- CANAL UNED - Las golondrinas de Tartessos, es el título del libro, cuyo contenido innovador, versa sobre el origen de la escritura, en particular sobre la posibilidad, a tenor de las inscripciones de Huelva (4000 a. C.).